# Єпархії Православної церкви в чеських землях і в Словаччині
Православна церква в чеських землях і в Словаччині має 4 єпархії.
На території Чехії:
- Празька єпархія — архієпископ празький та чеських земель Михаїл (Міхал Дандар)
- Оломоуцько-Брненська єпархія — архієпископ Оломоуцький і Брненський Сімеон (Радівой Яковлевич)

На території Словаччини:
- Пряшівська православна єпархія — архієпископ пряшівський, митрополита чеських земель та Словаччини,  керівник Єпархіальної ради Ростислав (Ґонт)
- Михалівсько-Кошицька православна єпархія в Михайлівцях — архієпископ михайлівсько-кошицький Георгій (sk. Juraj)[1].